# Каялийските скали
Скалното светилище Каялийските скали се намира в землището на с. Ковачевица, община Гърмен, област Благоевград.
Радположено е на 1500 – 1600 m надморска височина в местността Каялиецо, на 16 km по асфалтов път североизточно от центъра на Ковачевица, на 4 km по черен път северно-североизточно от местността Беслет, водещ до подножието на светилището.

## Откритие
Скалното светилище „Каялийските скали“ е регистрирано през 2006 г. при теренните обхождания в рамките на комплексната научна експедиция „Тракийски светилища от Западните Родопи, Пирин и Рила“ проведена между 2001 и 2007 г. Тя е организирана от ЮЗУ „Неофит Рилски“ – Благоевград, НАИМ при БАН – София и Регионален етнографски музей – Пловдив. В експедицията участват проф. Васил Марков, доц. Алексей Гоцев, Ангел Янков Михаил Ваклинов, докторанти и студенти от Студентския научноизследователски клуб за древни култури при специалност „Културология“ в Югозападния университет – Благоевград, както и студенти от НБУ – София. В последния етап в проучванията се включват и археоастрономите д-р Алексей Стоев – Държавна обсерватория „Юрий Гагарин“ – Стара Загора и д-р Пенка Мъглова – Институт за изследване на слънцето и земята при БАН.

## Описание и особености
Скалното светилище „Каялийските скали“ разположено сред вековна гора от бял бор и смърч, площта на скалния феномен е 8 хектара и представляват уникален комплекс от огромни стърчащи скали и скални венци с височина до 70 m, резултат от сферично изветряне на гранита. Внушителните каменни пирамиди, оформени от ерозията сред къснопалеозойските гранити на Рило-Западнородопския батолит са образувани преди около 250 – 300 милиона години. Геотопът се намира в Рило-Западнородопския батолит (Западнородопски блок на Родопския масив). Северната част на района е изградена от среднозърнести биотитови гранити от втората наставка на Рило-Западнородопския батолит, принадлежащ на южнобългарските гранити (Късен палеозой).
Обектът представлява група от скални образувания, разделени на три дяла – източен, централен и южен; с добра видимост на запад към светилището на Кози камък и на юг към светилище разположено в местността Пальов кол. Откриват се следи от изсичания в по скалите както и безлични фрагменти от керамика. На обекта е регистрирана и скална арка и естествен дромос между две скали с дължина 25 m.
Археоастрономическите изследвания извършени от доц. Алексей Стоев и Пенка Мъглова установяват, че използваните в древността отвори на скални арки от територията на светилището Селанов бук е насочено към изгрева на Слънцето в деня на лятното слънцестоене. Това ги свързва със скалните арки от мегалитните светилища „Цареви порти“ и „Каялийски скали“ в Западните Родопи и скалната арка на импозантното мегалитно светилище край Царев връх в Южна Рила.
Скалният феномен е със статут на природна забележителност от 1984.
Голямото съсредоточване на значими скални светилища в западното и югозападно подножие на връх Беслет, към които се числи и скалното светилище Каялийски скали, подкрепя първоначалната хипотеза на проф. Марков, доц. Гоцев и д-р Янков, че този топоним може да се свърже с етнонима на бесите, а върхът да се интерпретира като символ на космическата планина.
В западното и югозападно подножие на най-високия връх на хребета Дъбраш – Беслет, който може би съдържа в себе част от етнонима на бесите, са съсредоточени четири значими и проучвани от няколко научни експедиции скални светилища – Кара таш, Али алан, Селанов бук и Кози камък.